# Maria d'Alvèrnia
Maria I d'Alvèrnia i II de Boulogne (1376 - 1437), filla de Godofreu d'Alvèrnia (mort vers 1385), senyor de Montgascon, i de Joana de Ventadour (morta el 1376), neta de Robert VII d'Alvèrnia el Gran i de Maria de Flandes, esposa (des de 1388) del senyor de La Tour Bertran IV. Fou comtessa d'Alvèrnia i comtessa de Boulogne (1424-1437) i hereva testamentària de la seva cosina Joana II d'Alvèrnia i Boulogne, morta sense fills.
Era vídua a la mort de la seva cosina Joana, però això no fou obstacle per reclamar el comtats, que també reclamava Jordi de la Trémoille en virtut del contracte matrimonial de donació reciproca. Maria fou reconeguda als comtats i Jordi, massa feble per deposar-la, va intentar un procediment judicial. Mentre durava el procés (o fins i tot potser ja abans, el 1419, el duc de Borgonya Felip el Bo va ocupar el comtat de Boulogne que finalment li fou cedit pel tractat d'Arras del 22 de setembre de 1435. Va morir el 7 d'abril de 1437 a Clarmont d'Alvèrnia.
Del seu matrimoni amb Bertran IV de la Tour va tenir un fill i tres filles:
- Bertran V de la Tour, I d'Alvèrnia, que la va succeir
- Joana, casada el 1409 amb Berald III delfí d'Alvèrnia.
- Isabel, casada el 1419 amb Lluís de Chalançon, vescomte de Polignac.
- Lluïsa, (1410 † 1472), casada el 1433 amb Claudi de Montagu, senyor de Couches († 1471)